# Publi Furi Cràssipes
Publi Furi Cràssipes (llatí: Publius Furius Crassipes) va ser un magistrat romà. Formava part de la gens Fúria i era de la família dels Cràssipes.
Va ser edil curul, ja que apareix en una moneda, amb aquest càrrec, però en data desconeguda. La moneda presenta a l'anvers un cap de dona coronada amb una torre i al costat un peu, una al·lusió divertida al nom de Cràssipes, que vol dir 'peu gros'. Al revers hi ha una cadira curul. D'altres magistratures posteriors no se'n té cap notícia.